# Мамончиха
Мамончиха — поселок в Хохольском районе Воронежской области России.
Входит в состав Хохольского городского поселения.

## География
Железнодорожная станция — Мамончиха.
В посёлке имеется одна улица — Железнодорожная.

## Население
| 2010 |
| ---- |
| 43   |